# Дорс
„Дорс“ или „Доорс“ (на английски: The Doors) e американска рок група, създадена в Лос Анджелис през 1965 г. от вокалиста Джим Морисън, клавириста Рей Манзарек, китариста Роби Кригър и барабаниста Джон Дензмор. Те са сред най-противоречивите и влиятелни рок изпълнители на 1960-те, най-вече благодарение на текстовете и гласа на Джим Морисън, заедно с нестабилната му сценична личност, а групата е широко смятана за важна част от контракултурата на тази епоха.
Групата приема името си по предложение на Морисън по заглавието на книгата на Олдъс Хъксли „Дверите на възприятието“ (The Doors of Perception, 1954), което от своя страна препраща към цитат от Уилям Блейк – „Ако дверите на възприятието бяха почистени, всичко би изглеждало на човек каквото е, безкрайно.“ След подписването на договор с „Електра Рекърдс“ през 1966 г., „Дорс“ с Морисън издават шест албума за пет години, някои от които се считат за най-великите за всички времена, сред които са The Doors (1967), Strange Days (1967) и L.A. Woman (1971). „Дорс“ е една от най-успешните групи през това време и до 1972 г. продават над 4 милиона албума в САЩ и близо 8 милиона сингъла.
Морисън умира при неизяснени обстоятелства през 1971 г, а останалите членове на групата продължават като трио до разформироването на „Дорс“ през 1973 г. Те издават още три албума през 70-те, два от които включват по-ранни записи на Морисън и през следващите десетилетия се събират отново на сцената в различни конфигурации. През 2002 г. Рей Манзарек, Роби Кригър и Иън Астбери от „Кълт“ започват да се изявяват, като The Doors of the 21st Century, но Джон Дензмор и наследниците на Джим Морисън успешно ги съдят за използване на името на групата. След кратко време, в което се изявяват и като Riders on the Storm, те се спират на името Манзарек-Кригър и правят различни концертни изяви до смъртта на Манзарек през 2013 г.
„Дорс“ е първата американска група, която издава осем поредни „златни албума“. Според Асоциацията на звукозаписната индустрия в Америка, те са продали 33 милиона албума в САЩ и общо над 100 милиона записи по целия свят, което ги прави една от най-продаваните групи на всички времена. „Дорс“ са обявени за едни от най-велики артисти на всички времена, а освен това, групата е поставена под №41 от списание „Ролинг Стоунс“ в списъка със „100-те най-велики артисти на всички времена“. През 1993 г., групата е включена в Залата на славата на рокендрола.

## История

### 1965 – 1966 – Формиране
Музиката на Доорс от периода 1965-68 е смесица от хардрок, блус рок и ейсид рок. Създаването на групата се дължи а случайна среща между приятелите и колеги в Калифорнийския университет Джим Морисън и Рей Манзарек на Винъс бийч, Калифорния през юли 1965 г. Морисън казва на Манзарек, че пише песни и след насърчаване от страна на Манзарек, му изпява „Moonlight Drive“. Изумен от текста Манзарек предлага да си направят група.
Кийбордистът Рей Манзарек е бил в групата Рик & Дъ Рейвънс заедно с брат си Рик, а Роби Кригър и Джон Дензмор са свирили с Дъ Психиделик Рейнджърс и познават Манзарек от курсове по йога и медитация. През август Денсмор се присъединява към групата, заедно с члена на Дъ Рейвънс и басистка Пат Съливан (в CD изданието от 1997 г., е записана с името на мъжа си Патриша Хенсен). През септември те записват демо съдържащо шест песни. Същия месец към групата се присъединява китариста Роби Кригър и така се оформя окончателния състав – Морисън, Манзарек, Кригър и Дензмор. Групата взима името си от книгата на Олдъс Хъксли „Дверите на възприятието“ (1954). Хъксли от своя страна е взе заглавието на книгата си от поема от 18 век на Уилям Блейк: „If the doors of perception were cleansed, everything would appear to man as it is: infinite“ („Ако вратите на възприятето се отворят, нещата ще се появят такива каквито са – безкрайни“).
Доорс не са като повечето рок групи, понеже нямат басист, когато свирят на живо. Вместо това Манзарек свири баса с лявата си ръка на новосъздадения Фендер Родс бас кийборд (разновидност на електрическите пиана Фендер Родс), а с дясната си ръка свири на друг кийборд. В студийните си албуми (с изключение на първия си албум) Доорс използват басисти като Джери Шеф, Дог Лубан, Харви Брукс, Кери Магнес, Лони Мак, Лари Нечел, Лирой Винегар и Рей Неаполитан.
Много от песните на Доорс са групова композиция, като текстовете се пишат основно от Морисън и Кригър, а останалите измислят мелодията и дават предложения относно хармоничността и ритмичността (или създават цели части от песента, като например Манзарек, който сам измисля интродукцията на „Light My Fire“).
Първите изяви на Доорс са в малкия нощен клуб London Fog. По това време групата има около 15 песни, правят и няколко блус кавъра на Джеймс Браун и Chicago. Скоро са поканени да свирят в престижния клуб Whisky a Go-Go, където откриват концертите на групата на Ван Морисън Them. В последната вечер на двете групи заедно, те се събират и свирят „In the Midnight Hour“ и правят 20-минутен джем на „Gloria“. На 10 август ги забелязва президента на Elektra Records Джак Холцман. След като той и продуцента Пол Ротшилд видели два сета на групата в Whisky a Go Go, те подписали договор с Доорс на 18 август и така започнало дългото и успешно партньорство на групата с Ротшилд и Брус Ботник (звукорежисьор).
Оказало се, че договорът е подписан точно навреме, тъй като на 21 август групата била уволнена от клуба след изпълнението на „The End“. Причината била, че песента представлява виждането на Морисън за древногръцката двама „Едип цар“, в която Едип убива баща си и прави секс с майка си.

### Дебютен албум
Едноименния дебютен албум на Доорс е записан през август 1966 и излиза през първата седмица на януари 1967. В него са включени повечето песни от редовния им сетлист, включително 11-минутната музикална драма „The End“. „The Doors“ е записан само за няколко дни, като повечето песни са одобрени от първия опит.
Морисън и Манзарек режисират промоционален филм към сингъла „Break on Through (To the Other Side)“, което е значителна крачка в развитието на музикалното видео. Освен него, за да промотират сингъла, Доорс правят и телевизионния си дебют в телевизионни шоу в Лос Анджелис. Този клип никога не е официално издаден от групата, но може да се види в YouTube.
Втория сингъл „Light My Fire“ става хит в средата на 1967, продават се 1 милион копия от него и оглавява класацията Билборд. Освен всичко това „Light My Fire“ включва Доорс в списъка с групи изразяващи контракултурата на онова време (като The Byrds и Jefferson Airplane). За някои радио станции средната част с органа и китарното соло са отрязани.
На 14 септември 1967 г., Доорс пристигат в Торонто и записват концертно изпълнение на „The End“ за CBC, от концерта им в О'Кийф (сега Център Сони). Групата не го е издавала официално до 2002 г., когато този запис е включен в DVD-то „The Doors Soundstage Performances“. Спекулира се по въпроса дали е записано още от този коцерт.
На 24 декември Доорс записват „Light My Fire“ and „Moonlight Drive“ на живо за Шоуто на Джонатан Уинтърс. От 26 до 28 декември групата свири в зала Уйнтърланд в Сан Франциско. В същата зала имат още две представления – на 30 и 31 декември, с които завършват година на почти непрестанни турнета.

### Strange Days
Вторият дългосвирещ албум на Доорс прави впечатление с емоционалните си текстове и атмосфера и продължава да изследва дълбочините на ейсид рока. Финалното парче „When the Music's Over“, точно като „The End“ е дълго и драматично и помага да се заздрави репутацията на Морисън като шаман на рока. Освен това албумът е успешен и ражда нови класики на групата като „People Are Strange“ и „Love Me Two Times“.

### Waiting for the Sun
През април започва записването на третия албум на Доорс, но то е затруднено от нарастващата зависимост на Морисън от алкохола. Наближавайки върха на славата си, Доорс изнасят много концерти, които довеждат до безумни сцени между полицията и феновете, особено на 10 май в Чикаго.
В „Waiting for the Sun“ групата започва да се развива от първоначалната си форма и звучене, тъй като са изчерпали готовия са материал и започват да пишат нов. Това е първият им запис, който достига до #1, а сингъла „Hello, I Love You“ става вторият и последен достигнал #1 в САЩ. След излизането си през 1968 г., сингъла поражда доста спорове. Голяма част от рок пресата вижда прилика между него и песента на The Kinks „All Day and All of the Night“ от 1965 г. Членове на The Kinks се съгласяват с критиката: китариста Дейв Дейвис вкарва части от „Hello, I Love You“ по време на концертните си сола от „All Day and All of the Night“ като саркастичен коментар по въпроса. На концертите на Доорс Морисън често игнорира песента и оставя пеенето на Манзарек. Друга песен от албума е The Unknown Soldier.
Месец след бунтовническите сцени в Синър Боул в Ню Йорк групата заминава за Великобритания за първите си концерти извън Северна Америка. Доорс дават пресконфернция в Института за съвременни изкуства в Лондон и изнасят концерт в Дъ Раундхаус Тиътър. Резултата от пътуването е излъчен по телевизията под името „The Doors Are Open“ и по-късно е издаден на видео. Групата свири и на континента, включително в Амстердам, където Морисън не участва поради злоупотреба с наркотици. Той се връща в Лондон и остава там около месец.
Доорс изнасят още девет концерта в САЩ и през ноември започват работа върху четвъртия си албум. 1969 г. започва с шоу в препълнената Медисън Скуеър Гардън в Ню Йорк на 24 януари и с успешен нов сингъл („Touch Me“), който достига #3.

## Инцидент в Маями
На 1 март 1969 г. „Дорс“ свирят в Дайнър Кей Аудиториум, Маями, където Морисън изнася скандално представление. Неспокойната тълпа е подчинена на Морисън, а той от своя страна няма желание да пее. Вместо това се впуска в емоционални изблици, крещи предизвикателства към публиката и прави непочтителни изявления на социална основа. Объркването и подигравките водят до ситуации, в които участват Морисън и хора от публиката, в резултат на които шоуто е прекъснато, малко след излизането на групата.
Първоначално на шоуто се гледа като на поредния концерт, на който Морисън е твърде пиян. Но този път е направена клеветническа рецензия в местната преса (3 март). Ексхибиционизмът на Морисън слага началото на медийна и законова вихрушка. На 5 март е издадено съдебно разпореждане за ареста на Морисън по обвинение в непристойно поведение и сквернословие, и едно след друго всички следващи представление на Доорс са отменени.
Между завръщането си от Ямайка (почивка след инцидента в Маями) с Доорс и продължаване на работата с тях, Морисън записва своя поезия и започва заснемането на HWY – експериментален филм за стопаджия, изигран от самия Морисън. Доорс използват записаната поезия в албума от 1978 „An American Prayer“. Филмът не предизвиква никакви отзиви и се разпространява между колекционери.
Единствената публична изява на групата е по телевизия PBS – излъчен е специален лайф записан през април и излъчен на следващия месец. Изпълнени са песни от все още неизлезлия „The Soft Parade“.
Доорс подновяват турнетата си в Чикаго Аудиториун Тиътър на 14 юни и свирят две вечери в Акуериъс Тиътър в Холивуд (21 и 22 юли), които по-късно са издадени на CD. На тези концерти Морисън е с дълга брада и носи небрежно хипи облекло, авиаторски очила и седи на столче.
След като завършват петия си албум и последвалото турне, кариерата на Морисън и групата е унищожена от процеса в Маями. На 30 октомври 1970, Морисън е намерен за виновен по две обвинения – богохулство и публично показване на срамни части. Оправдан е по обвиненията в пиянство и похотливо поведение. Морисън е осъден на осем месеца арест, но го пускат, тъй като присъдата е обжалвана. Въпреки това Джим Морисън умира през 1971 г., когато случаят още е на дневен ред.

## 1969 – 1971

### The Soft Parade
Четвъртия албум на групата „The Soft Parade“ е издаден през юли 1969 и още повече отдалечава групата от първоначалното им звучене, като съдържа поп аранжировка и духови секции. Сингълът „Touch Me“ е с участието на саксофониста Къртис Ейми.
Тъй като групата се опитва да задържи първоначалния си успех и всъщото време да разнообрази звученето си се получава един доста експериментален албум. Това е причината поради която критцитиците критикуват музиката като цяло. Пиенето на Морисън прави записването на албума доста трудно и то се проточва няколко седмици.
1970 г. започва с две вечери в Дъ Фелт Форум, Ню Йорк, където групата е приета много добре.

### Акуериъс Тиътър
Доорс изнасят два концерта в Акуериъс Тиътър (сега Ърл Керъл Тиътър) на Сънсет Булевард, Холвуд. Представленията се състоят на 21 и 22 юли 1969. Това е малко след инцидента в Маями (който е през март същата година). Те са по-спокойни и се състоят предимно блусарските песни на Доорс. Вместо Морисън да излезе с обичайното си облекло („младия лъв“ с черните кожени панталони), той излиза на сцената брадясал със спортни панталони.
През голяма част от концертите Морисън седи на столче и пее класики като „Back Door Man“, „When The Music's Over“ и „Light My Fire“. „Build Me A Woman“, „Mystery Train“ и „Who Do You Love“ показват по-леката страна на Доорс. Обичайното театричане на Морисън е силно потиснато в сравнение с по-ранните концерти. Но определено е шоуто е на ниво. Морисън се фокусира повече върху пеенето си и се изразява като музикално (дори свири на маракаси в много от песните), а не сексуално създание както предишните три години. Доорс свирят гладко и ярко показват музикалния си талант.
Някои от песните от са записани и издадени в албумите „Absolutely Live“ (1970) и „Alive, She Cried“ (1983).

### 1970: Morrison Hotel
С албума им от 1970 г. „Morrison Hotel“ се завръщат към хардрок звученето. Албумът достига #4 в САЩ и връща на групата предишния статус сред феновете и рок пресата. Морисън отново поема ролята на водещ текстописец като пише или участва в писането на всички песни (за разлика от „The Soft Parade“, където Кригър допринася за необичайно голям брой песни).
Групата продължава да изнася редовно концерти през лятото. Въпреки присъдата на Морисън от съда в Маями, групата успява да участва на фестивала Айл ъф Уайт на 29 август. Там те свирят редом до музиканти като Джими Хендрикс, Ху, Джони Мичъл, Майлс Дейвис и „Слай енд дъ Фемили Стоун“. Две парчета от този фестивал са включени в документарния филм „Послание за любовта“ (1995). През юли 1970 г., Доорс издават „Absolutely Live“ – техния първи концертен албум.

### Последно представление
На 8 декември 1970 г., на 27-ия си рожден ден Морисън записва сет с поезия. Към него ще бъде прибавена музика и ще бъде използван в албума на Доорс „An American Prayer“ (1978).
Групата започва турне, което се състои само от две представления, за да промотира следващия си албум „LA Woman“. Първото е в Далас, Тексас на 11 декември и минава гладко. По време на последното представление на Доорс на 12 декември 1970 г., в Ню Орлеанс, Луизиана Морисън очевидно се пречупва на сцената. По време на сета той многократно удря сцената с микрофона, докато не я унищожава. Тогава сяда и отказва да пее повече. Джон Дензмор си спомня в своята биография, как след концерта се събрали с останалите членове на групата и решили, че това е последния концерт на Доорс, поради общото мнение, че Морисън е готов да се откаже от тези изпълнения. Малко след това, привършвайки предстоящия албум, Морисън заявява, че се мести в Париж с приятелката си Памела.

### Април 1971: L.A. Woman
„L.A. Woman“ съдържа два хита достигнали топ 20 и е вторият по продажби на групата (повече има само дебютният им албум). Албумът се завръща към R&B звученето, въпреки че по време на репетициите Пол Ротшилд се отказва. Той смята новия албум за „коктейлна музика“ той остава продуцирането на Ботник. Резултата е класически албум на Доорс. Синглите „L.A. Woman“, „Love Her Madly“ и „Riders on the Storm“ се пускат редовно по радио станциите. По време на сешъните е заснет клип, в който групата изпълнява „Crawling King Snake“. Доколкото е известно това е последния клип с участието на Джим Морисън.

## 1971 – 1972: след Морисън

### Март-юли 1971: смърт на Морисън
През 1971 г., след записването на „L.A. Woman“, през март Морисън решава да се премести в Париж, заедно с приятелката си Памела Карсън. Той е посетил града предишното лято и още тогава е изкушен да се премести там.
През юни Морисън отново започва да пие. На 16 юни е направен последния запис на Морисън, заедно с няколко улични музиканти, с който се запознал в бар, а после поканил в студиото. Записън е издаден през 1994 г. под заглавието „The Lost Paris Tapes“.
Джим Морисън умира на 3 юли 1971 г., при странни обстоятелства. Тялото му е намерено във ваната в апартамента му. Смята се, че е починал от сърдечен удар, въпреки че по-късно е съобщено, че не е извършена аутопсия. Тялото му е погребано в престижното френско гробище Пер Лашез на 7 юли.
Постоянно се разнасят слухове, че Морисън е инсценирал смъртта си, за да избяга от светлината на прожекторите или, че е умрял в нощен клуб и тялото му тайно е пренесено в апартамента му. Приятелят на Морисън Дани Шугарман, заявява в Книгата си "Авеню „Страна на чудесата“, че при последната си среща с Памела Карсън (малко преди нейната собствена смърт), тя му е признала, че е „запознала“ Морисън с наркотиците и понеже той имал страх от игли, тя му инжектирала доза, която го убила. Следователят, който го видял, не намерил следи от игли. Той обаче забелязал кръв в носа на Морисън вследствие на сърдечния удар, който е бил причинен от пиенето същата вечер и от горещата вана. Освен това се откриват следи от туберкулоза. Има странно съвпадения, че Джим Морисън умира на 27-годишна възраст, точно като Джими Хендрикс, Джанис Джоплин, Брайън Джоунс (китарист на Ролинг Стоунс) и Кърт Кобейн.

### Other Voices и Full Circle
Останалите членове на Доорс продължават известно време напред и се замислят дали да не потърсят нов певец на мястото на Морисън. Един от евентуалните заместници е Иги Поп. Но вместо това Кригър и Манзарек поемат вокалите и издават още два албума. Записите на „Other Voices“ са през лятото на 1971 (юни-август) и е издаден през октомври същата година, а записите на „Full Circle“ са през пролетта на 1972, а албума излиза през август същата година. След това групата тръгва на турне. Двата албума се продават много по-слабо, отколкото тези с Морисън, и групата спира записите и концертите в края на 1972 г.

## Събиране през 1978 г.
Третият албум, издаден след смъртта на Морисън, е издаден през 1978 г. Озаглавен е „An American Prayer“ и съдържа записаната поезия на Морисън, като към нея групата е прибавила музика. Записът постига голям комерсиален успех.

## 1979 – 2001 г.
През 1979 г. излиза филмът на Франсис Форд Копола (който е учил заедно с Морисън в Университета в Калифорния) „Апокалипсис сега“ с „The End“ в саундтрака.
През 1983 г. издават „Alive, She Cried“ – колекция от концертни изпълнения.
През 1991 г. режисьорът Оливър Стоун завършва своя филм „Дъ Доорс“, в който участва Вал Килмър в ролята на Морисън. Британския певец Иън Астбъри от The Cult е предпочетен от Стоун, но Астбъри отказва да участва. Въплъщението на Килмър в ролята и самия филм са високо оценени от критиката, въпреки неточностите, допуснати във филма. Членовете на групата обвиняват Стоун, че представя Морисън като социопат извън контрол. Певецът Били Айдъл участва във филма и записва кавър на „L.A. Woman“.
През 1993 г. Рей Манзарек, Джон Дензмор и Роби Кригър се събират отново за приемането им в Рок залата на славата. Еди Ведър от Пърл Джем е вокал. Групата изпълнява три песни: „Roadhouse Blues“, „Break on Through (To the Other Side)“ и „Light my Fire“.
През 1994 г. в саундтрака към филма „Форест Гъмп“ е включена песента „Break on Through (To the Other Side)“ и още четири други парчета на Доорс.
През 2001 г., Рей Манзарек, Джон Дензмор и Роби Кригър се събират за пореден път, за да изпълнят хитовете на Доорс за поредицата на VH1 „Разказвачи“. С групата пеят гост музиканти като Иън Астбъри (The Cult), Скот Стап (Creed), Скот Уейланд (Stone Temple Pilots), Пери Фарел (Jane's Addiction) и Травис Мийкс (Days of the New). Шоуто е издадено на DVD.
Албумът на Фатбой Слим от 2000 г., „Halfway Between the Gutter and the Stars“ включва песента „Sunset (Bird of Prey)“, която съдържа части от „Bird of Prey“ от „An American Prayer“. Сингълът достига #9 във Великобритания.
По-късно същата година рап-продуцентът Кени Уест продуцира песен за Джей Зи, наречена „Takeover“ за албума му от 2001 г. „The Blueprint“. Песента заимства много от „Five To One“, включително музикалния фон и вокалите на Морисън.

## От 2002 г.
През 2002 година Манзарек и Кригър се събират и създават Доорс в нов вариант, наречен „Дъ Доорс ъф дъ 21 сенчъри“ (The Doors of the 21st Century). Съставът на групата включва Иън Астбъри и Анджело Барбера (бас), който идва от групата на Кригър. На първия концерт на групата е обявено, че Джон Дензмор няма да участва, тъй като е болен от тинитус. Така първоначално на барабаните е Стюърт Копланд от The Police, но след като той пада от колело и се чупи ръката, ангажиментът е отменен. Така към групата се присъединява бившият барабанист от групата на Кригър Тай Денис. Впоследствие Дензмор обявява, че не е поканен да участва в новата група. През февруари 2003 година Дензмор се опитва чрез съд да попречи на групата да използва името „The Doors of the 21st Century“. Към молбата се присъединяват семействата на Морисън и Памела Корсън, но тя е отхвърлена. През май Манзарек заявява, че поканата към Дензмор е още в сила. През юли 2005 г. обаче Дензмор и семейство Морисън успяват да издействат постоянна забрана за използване на името и така принуждават групата да смени името си на „D21C“. Свирят под името Riders on the Storm. Позволено им е да го използват като бивши членове на Доорс. През юли 2007 година Дензмор заявява, че няма да се присъедини към групата, ако не е водена от Еди Ведър.
Дензмор упорито отказва да продаде правата върху песните на Доорс за телевизионни реклами (включително и оферта от Кадилак за 15 милиона долара), тъй като според него това ще опетни духа, в който са създадени.
На 16 февруари 2007 година Иън Астбъри напуска Riders on the Storm и възстановява старата си група The Cult. На 14 март същата година е обявено, че Брет Скалиниъс (бивш фронтмен на Fuel) е новият певец на групата.
На 24 юли 2007 година Доорс издават концертен албум, записан в Бостън на 10 април 1970 година. На 8 март 2008 годна е издаден още един концертен албум, записан в Питсбърг, на 2 май 1970 година. Освен всичко това, в края на 2007 година Доорс издават и компилацията „The Very Best of The Doors“.
Издадени са три песни, чийто Б-страни „Who Scared You“, „Tree Trunk“ и кавърът на Уйли Диксън „(You Need Meat) Don't Go Further“ са изпяни от Рей. „Who Scared You“ и „(You Need Meat) Don't Go Further“ са включени в компилацията от 1972 година „Weird Scenes Inside The Goldmine“. „Tree Trunk“ не е издавана официално.
На 20 април 2008 година Манзарек и Кригър се събират в колумбийската столица Богота и изнасят концерт, с който отпразнуват 40-годишнината на Доорс. Концертът е изнесен с Тай Денис на барабаните и Фил Чен – на баса.
През 2011 година участват във филмовия проект Re:GENERATION, записвайки песен с американския музикален продуцент и диджей Скрилекс. Това е първата песен на Дорс за 21 век, твърди Манзарек. Песента, наречена Breakn' a sweat е включена в четвъртия албум на Скрилекс Bangarang EP.

## Награди
- Доорс заедно с Grateful Dead и Джоан Без, получават Грами за цялостен принос през 2007 г.
- На 28 февруари 2007 г., Доорс получават звезда на Алеята на славата в Холивуд.
- През 2004 г., списания Rolling Stone подрежда Доорс на 41-во място в класацията „100-те най-велики артисти на всички времена“.
- През 2000 г., Доорс са подредени на 32-ро място в класацията на VH1 „100-те най-велики рок артисти“.
- През 2000 г., песента на Доорс „Light My Fire“ е класирана на 7-о място в класацията на VH1 „Най-великите рок парчета“.
- През 2003 г., Доорс са класирани на 37-о място от списание Blender в класацията „50-те най-велики артисти в историята на музиката“.

## Дискография
Вижте пълната Дискография на Дорс.
Студийни албуми
- The Doors (януари 1967)
- Strange Days (октомври 1967)
- Waiting for the Sun (юли 1968)
- The Soft Parade (юли 1969)
- Morrison Hotel (февруари 1970)
- L.A. Woman (април 1971)
- Other Voices (октомври 1971)
- Full Circle (август 1972)
- An American Prayer (ноември 1978)

## Цитирани източници
- The Doors' History Site //  doorshistory.com.   doorshistory.com, 2017. Посетен на 11 януари 2017. (на английски)
- The Doors //  rollingstone.com.   Rolling Stone, 16 март 2012.  Архивиран от оригинала на 2011-05-11. Посетен на 16 август 2016. (на английски)
- Ruhlmann, William et al. The Doors – Biography //  allmusic.com.   Allmusic, 2010. Посетен на 1 януари 2010. (на английски)
- Simmonds, Jeremy. The Encyclopedia of Dead Rock Stars: Heroin, Handguns, and Ham Sandwiches.   Chicago, Chicago Review Press, 2008. ISBN 1-55652-754-3. (на английски)